# 't Burchtje
't Burchtje of 't Nieuwe Burchtje was een kasteel in het Nederlandse dorp Yerseke, provincie Zeeland. Het gaat om twee kastelen die elkaar opvolgden: het mottekasteel Hogewerf dat eind 13e eeuw is gebouwd en in 1419 is verwoest, en een stenen kasteel dat rond 1430 is opgetrokken en een kleine eeuw later is verdwenen. Er zijn in het landschap geen restanten meer zichtbaar van de twee kastelen.

## Geschiedenis
De oudste vermeldingen over de heren van Yerseke dateren uit eind 13e eeuw. Aloud van Yerseke werd in een oorkonde uit 1290 genoemd, terwijl in 1291 ridder Boudewijn van Yerseke werd vermeld als zoon van Claes Kervink van Reimerswaal. Boudewijn bewoonde toen het mottekasteel Hogewerf in Yerseke. Boudewijn was trouw aan de Hollandse graaf en verdedigde in 1300 het kasteel Oostende bij Goes tegen de Vlamingen. Vier jaar later speelde hij een rol in de verdediging van Zierikzee. Aloud echter had de Vlaamse zijde gekozen, en moest dit in 1299 te Dordrecht met de dood bekopen.

### Conflicten
Eind 14e eeuw ontstond er tussen Jan van Heenvliet en de familie Van Yerseke een conflict over een erfenis. In 1391 kwam het tot een vergelijk, waarbij de slotgracht van Hogewerf moest worden afgedamd: op die manier werd het kasteel immers moeilijk te verdedigen en kon het dus niet meer effectief worden ingezet tegen Van Heenvliet.
Begin 15e eeuw zorgde Jan van Yerseke voor problemen. Hij was getrouwd met Katherine van Baarsdorp maar gedroeg zich kennelijk zo slecht tegenover haar, dat graaf Albrecht in 1402 Jans eigendommen onteigende. In 1405 was Jan weer terug in de gunst van de graaf, want hij werd benoemd tot baljuw van Yerseke. Een jaar later echter vaardigde de graaf een arrestatiebevel tegen Jan uit, opnieuw wegens wangedrag. In 1411 kwam Jan wederom voor in een oorkonde, ditmaal als echtgenoot van Johanna van Bruëlis.
De problemen tussen de geslachten Van Yerseke en Van Heenvliet waren kennelijk ook nog niet bijgelegd, want in 1419 werd het kasteel door Aelbrecht van Heenvliet verwoest. Zelf kwam hij dat jaar om het leven tijdens de Hoekse en Kabeljauwse twisten.

### 't Nieuwe Burchtje
In de 16e eeuw werd gesproken van 't Nieuwe Burchtje of kortweg 't Burchtje. Na de verwoesting van de motte in 1419 was er dus een nieuw kasteel gebouwd. In de 20e eeuw zijn inderdaad diverse vondsten gedaan van fundamenten die wijzen op de bouw van een nieuw kasteel rond het jaar 1430. Het lijkt er overigens op dat dit kasteel het nog geen eeuw heeft volgehouden en begin 16e eeuw weer is verdwenen.
In 1518 werden als bewoners van 't Nieuwe Burchtje de personen Heere Coppe op Oostee, Corns. Jansse op Oostee en Janne op Oostee genoemd. Zij waren de erfgenamen van Mattheus en Willem van Oostee. De familie bleef nog enige tijd eigenaar van de locatie. In 1856 werd de grond verkocht aan de familie Everse, die in 1912 ook de vroonpacht in handen wist te krijgen, het laatste restant van de ambachtsheerlijke rechten die nog op de grond rustten. In 1963 werd de grond verkocht aan de gebroeders De Munck, die er een champignonkwekerij vestigden.

## Beschrijving
Beide kastelen stonden op een kreekrug tussen de moeren van Yerseke en Kapelle. Het eerste kasteel zal een motte zijn geweest die onder de naam Hogewerf of Hogemeet bekend staat. Na de verwoesting in 1419 is er pal aan de oostkant van de voormalige motte rond 1430 een tweede, stenen kasteel gebouwd, dat als 't (Nieuwe) Burchtje bekend stond.
De oude motte is uiteindelijk afgegraven.

### Fundamenten van 't Burchtje
In 1926 is bij de Steeweg een stenen muur met een dikte van 90 cm aangetroffen, over een lengte van 16 meter. In 1963 is deze muur opnieuw ontgraven vanwege de bouwplannen voor een champignonkwekerij. Uit de gegevens kwam naar voren dat het kasteel 30 bij 20 meter groot moet zijn geweest en was opgebouwd uit Zeeuwse moppen met een bekleding van ledesteen.
In 1992 werd de kwekerij afgebroken, waarbij opnieuw de muurresten tevoorschijn kwamen. Uit nader archeologisch onderzoek bleek dat het kasteel een afmeting had van 26,5 bij 25 meter, met een fundering van 1,4 meter dik. De muur had spaarbogen en de oost- en zuidmuur waren deels met ledesteen bekleed. Het rechthoekige woongedeelte bevond zich waarschijnlijk aan de noordzijde van het kasteel. In de zuidmuur was een rechthoekige uitbouw ten behoeve van de toegangspoort. Een houten brug leidde over de de slotgracht naar de toegangspoort. Uit het aangetroffen aardewerk en de houten brugpijlers blijkt dat het kasteel rond 1430 is gebouwd maar begin 16e eeuw al weer afgebroken.
Aldegonde · Kasteel van Axel · Baarland · Baarsdorp · Barbestein · Biervliet · Bieweg · Blodenburg · Huis der Boede · Brijdorpe · Bruëlis · 't Burchtje · Burggravensteen · Buttinge · Coxijde · Crayenstein · Duinbeek · Duivelsberg · Ellewoutsdijk · Filippenburg · Geersdijk · Gistellis · Gravenhof · Slot Haamstede · Kasteel Hellenburg · Herkestein · Heuvelsweg · Hoge Huis · Ter Hooge · Hoogkamer · Kats · Kind van Trente · Kleverskerke · Kortgene · Kreke · Kruiningen · Laterdale · Lodijke · Maalstede (Hulst) · Maalstede (Kapelle) · Magdalon · Hof Ter Moere · Moermond · Te Mortiere · Muiden · Hof ter Nisse (Nisse) · Hof ter Nisse (Ossenisse) · Oostende · Oostende (Goes) · Oosterstein · Poelvoorde · Poortvliet · Popkensburg · De Pottere · Poucques · Pronkenburg · Ravenstein · Saeftingher Slot · Kasteel van Sint-Maartensdijk · Schengen · Sluis · Smallegange · Stavenisse · Tolhuis van Iersekeroord · Huus ter Tolne · Torenberg · Torenhoeve · Toren van Bourgondië · Troye · Valkenisse · Vinninghen · Vlissingen · Voorhoute · Waarde · Watervliet · Weldamme · Welland · Huis te Werf · Te Werve · Westenschouwen · Westhove · Westkerke · Windenburg · Zandenburg · Zwanenburg